# Therobia abdominalis
Therobia abdominalis là một loài ruồi trong họ Tachinidae.